# Friedrich Johann Karl Becke
Friedrich Johann Karl Becke (31 décembre 1855, à Prague - 18 juin 1931, à Vienne) est un minéralogiste et pétrographe autrichien.

## Biographie
Après des études à l'université de Vienne, où il se spécialise en sciences naturelles, il y devient maître de conférences en géologie. En 1882, il est nommé professeur à l'Université de Czernowitz. Huit ans plus tard, il obtient un poste similaire à Prague, mais peu après se rend à Vienne, où il devient professeur de minéralogie, succédant à Gustav von Tschermak-Seysenegg en tant que tel, dont il devient rédacteur en chef du périodique Mineralogische und Petrographische Mittheilungen. Il publie de nombreux articles sur la science de la géologie et de la minéralogie, mais il est surtout connu en raison de ses recherches dans le domaine des minéraux formant des roches et de la manière dont ils peuvent être déterminés au moyen de leurs propriétés de réfraction de la lumière. Les résultats de ces études sont publiés par l'Académie de Vienne (1893).
Il est le directeur de thèse d'Adelheid Kofler (en).